# Art Coaching
Art Coaching, kreatives Coaching oder Kunstcoaching ist ein uneindeutiger Begriff, mit dem man verschiedene Ansätze des Coaching bezeichnen kann. Die verschiedenen Definitionen umfassen einen Bereich von einem kreativen Zugang zum Coaching bis zum Gebrauch von Kunst im Rahmen des Coaching. Die ebenfalls mögliche Bedeutung vom Coaching im Bereich der künstlerischen Entwicklung (Künstler, Kunstunterricht) wird hier nicht behandelt, sondern bei Impresario sowie Kunstagent.

## Sichtweisen
- Art Coaching wird von der einen Seite vor allem als die Kunst betrachtet, in jeder Situation den effektivsten Ansatz zu finden, um verschiedenen Herausforderungen zu begegnen und neue innovative Vorgehensweisen zu erarbeiten, die Bedürfnisse des Mentees zu erfüllen, indem man technische Mittel, Methoden und Perspektiven kreativ vereint.[4]
- Burow & Schmieling-Burow (2021, S. 8) liefern in ihrer wissenschaftlichen Grundierung von Art-Coaching als Verfahren der Persönlichkeitsentwicklung folgende Definition:

Art-Coaching ist ein Beratungsansatz, der Dimensionen der Kunst, bzw. ästhetischer und narrativer Ausdrucksverfahren, für den Coaching-Prozess sowie die Personal- und Organisationsentwicklung erschließt. Durch Analysieren des eigenen Lebensskripts, schöpferisches Gestalten und die Begegnung mit Kunst wird es Einzelnen und Gruppen möglich, kreative Potenziale freizusetzen, die innere Berufung zu entdecken und Entwicklungsziele zu setzen. Art-Coaching ermöglicht Potenzialentfaltung, Zentrierung und Sinnfindung.
Art-Coaching knüpft an Erkenntnisse der Hirnforschung an, die gezeigt haben, dass Menschen neben explizitem und implizitem Wissen auch über eine dritte Wissensform verfügen, die ihr Denken, Fühlen und Handeln steuert: Das in inneren Bildern und Symbolen verdichtete Bildwissen – „Pictorial Knowledge“.
Art-Coaching ermöglicht es, dieses Bildwissen zu erschließen, indem Menschen ihre handlungsleitenden inneren Bilder entdecken, ausdrücken und als Quelle von Inspiration und Sinnfindung nutzen. Der Austausch innerer Bilder bei der persönlichen Begegnung in der Gruppe, im Team oder sogar in der Organisation setzt verborgenes Wissen frei und vernetzt Neigungen und Talente, wodurch >Kreative Felder< (vgl. Burow O.A. 2015) sowie Räume synergetischer Begegnung und schöpferischer Erneuerung entstehen.
Art-Coaching ist persönlichkeits- und berufsbezogene Beratung von Personen, Gruppen und Organisationen im Medium der Kunst unter Nutzung kreativ-ästhetischer Ausdrucks- und Gestaltungsverfahren.
- Innerhalb des Systemischen Coaching bezeichnet es die Ansicht, dass richtiges Coaching mehr sei, als nur die richtige Anwendung von gelernten Techniken und Methoden, indem die Richtung der Klientenaufmerksamkeit von Problemen zu Lösungen geändert wird, ihre Geschichten, in denen sie leben, erweitert und verändert werden und indem durch anregungsreiche Kontexte Entwicklungen angeregt und gefördert werden.[5]
- Kreatives Coaching in Gruppen soll die praktische Sozialkompetenz fördern und die Lücke zwischen gesteckten Zielen und Alltagspraxis schließen.[6] Die Parallelen zur Kunst werden dabei in der Gestaltung von sozialem Raum, Beziehung und Interaktion und dem daraus entstehenden Wachstum gesehen.[7][8] Art Coaching wird auf der anderen Seite als die Freisetzung unerschlossener kreativer Potentiale mit und durch Kunst angesehen, wie es besonders Olaf-Axel Burow vertritt.[9][10][11] Methoden wie Art Coaching ermöglichen es, innere Leitbilder eigener Wünsche und Bedürfnisse zu erschließen und für Teambildung und gemeinsame Zielfindung nutzbar zu machen.[12]